# Roman Keill
Roman Keill (* 26. Juli 1888 in Freilassing; † 14. September 1960 in Rosenheim) war ein deutscher Kaufmann.

## Werdegang
Keill arbeitete als Prokurist bei den Vereinigten Kunstmühlen Landshut-Rosenheim. Nach dem Einmarsch der US-amerikanischen Truppen am Morgen des 2. Mai 1945 und der widerstandslosen Kapitulation wurde er von der amerikanischen Militärregierung als Kommissarischer Bürgermeister eingesetzt. Nach Bildung eines Einwohnerausschusses wurde am 6. Mai 1945 der Rechtsanwalt Max Drexl zum Nachfolger gewählt.